# دارنيل سافاج
دارنيل هنري سافاج جونيور (مواليد 30 يوليو 1997) هو لاعب كرة قدم أمريكية محترف في مركز الأمان مع فريق جاكسونفيل جاغوارز في الدوري الوطني لكرة القدم الأمريكية (NFL). لعب كرة القدم الجامعية مع فريق ميريلاند تيرابينز، واختاره فريق غرين باي باكرز في الجولة الأولى من مسودة دوري كرة القدم الأمريكية لعام 2019.

## بداياته
التحق سافاج بأكاديمية كارافيل في بير، ديلاوير. أصيب بكسر في عظم الفخذ خلال أول مباراة له في موسمه الجامعي. والتزم سافاج بجامعة ماريلاند للعب كرة القدم الجامعية.

## المسيرة الجامعية
لعب سافاج في ماريلاند من عام 2015 إلى عام 2018. خلال مسيرته، كان لديه 182 تدخلًا وثماني اعتراضات وكيس واحد وهبوطين.

## المسيرة المهنية
شارك سافاج في Senior Bowl قبل المسودة. صنفته Pro Football Focus على أنه ثاني أفضل لاعب في مركزه (خلف Nasir Adderley ) وصنف محلل NFL Bucky Brooks سافاج على أنه ثالث أفضل لاعب أمان في المسودة. صنف محلل ESPN Jeff Legwold سافاج على أنه خامس أفضل لاعب أمان (48 بشكل عام) وصنفته مجلة Sports Illustrated في المركز السادس (50 بشكل عام) بين لاعبي الأمان. صنف المدير التنفيذي السابق لـ NFL جيل براندت سافاج في المرتبة السابعة (87 بشكل عام) بين جميع اللاعبين الواعدين في مركزه. توقع محللو مسودة NFL أن يكون اختيارًا متأخرًا من الجولة الأولى إلى الثانية. أثار معدله 4.36 في سباق 40 ياردة إعجاب كشافي NFL في NFL Combine.

### غرين باي باكرز
اختار فريق جرين باي باكرز سافاج في الجولة الأولى (21 إجمالاً) من مسودة اتحاد كرة القدم الأميركي لعام 2019. لن يكون سافاج المخيف متاحًا في المركز الثلاثين إجمالاً، نظم جرين باي باكرز صفقة واستحوذ على اختيار الجولة الأولى (21 إجمالاً) من سياتل سي هوكس مقابل اختيار في الجولة الأولى (30 إجمالاً) واختيارين في الجولة الرابعة (114 و118 إجمالاً). كان أول لاعب أمان وظهير دفاعي يتم اختياره في عام 2019. تم اختياره كوريث واضح ليحل محل ها ها كلينتون ديكس وجيرمين وايتهايد في الأمان الحر. سيواصل سياتل سي هوكس تداول جميع الاختيارات الثلاثة المكتسبة.

#### 2019
في 2 مايو 2019، وقع فريق جرين باي باكرز مع سافاج عقدًا مدته أربع سنوات بقيمة 12.51 مليون دولار مضمونًا بالكامل ويتضمن مكافأة توقيع أولية قدرها 7.12 مليون دولار.
انضم إلى معسكر التدريب كلاعب أمان أساسي تحت إشراف منسق الدفاع مايك بيتين. اختار المدرب الرئيسي مات لافلور سافاج وأدريان آموس كثنائي أمان أساسي في بداية الموسم العادي.

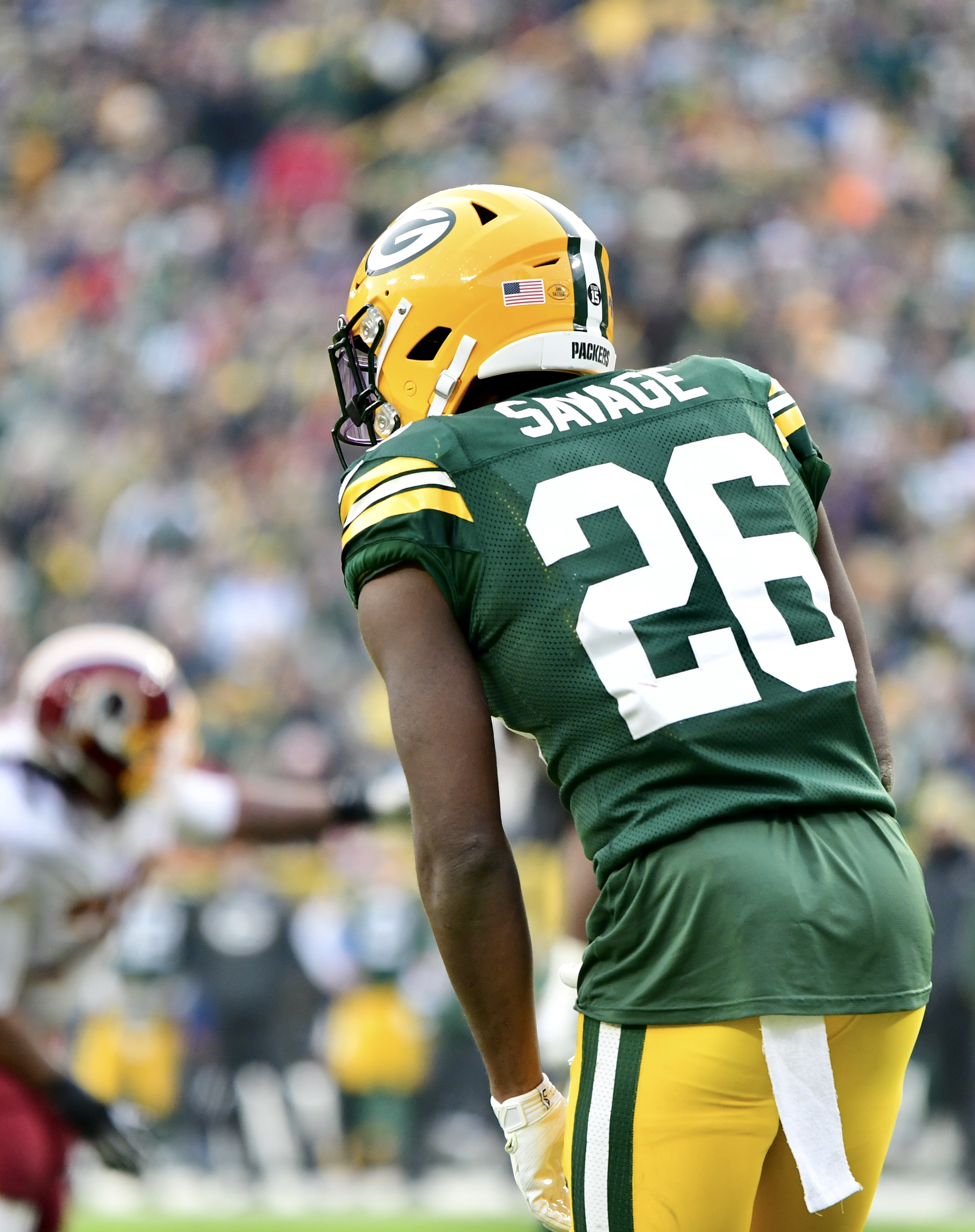
سافاج عام 2019

في موسمهم الأول تحت قيادة المدرب مايك لافلور، احتل فريق غرين باي باكرز المركز الأول في القسم الشمالي من المؤتمر الوطني لكرة القدم الأمريكية (NFC) بسجل 13 فوزًا و3 هزائم، ليضمن بذلك الإعفاء من الدور الأول.
في 12 يناير 2020، بدأ سافاج أساسيًا في أول مباراة له في مرحلة ما بعد الموسم، وحقق خمسة تدخلات فردية، ليقود باكرز للفوز على سياتل سي هوكس بنتيجة 28-23 في الجولة التقسيمية. في الأسبوع التالي، حقق ثمانية تدخلات مشتركة (خمسة منها فردية) خلال خسارة الفريق أمام سان فرانسيسكو 49ers بنتيجة 20-37 في مباراة بطولة المؤتمر الوطني لكرة القدم الأمريكية (NFC).

#### 2020
أبقى المدرب الرئيسي مات لافلور على سافاج وأدريان آموس كثنائي أمان أساسي لبدء الموسم. كان غير نشط في فوز الأسبوع السابع على هيوستن تكسانز بسبب إصابة في العضلة الرباعية. في 29 نوفمبر 2020، قام سافاج بتدخل واحد، وانحرافين للتمرير، وكان لديه أعلى مستوى في الموسم من اعتراضين من تمريرات ألقاها ميتشل تروبيسكي خلال الفوز 41-25 على شيكاغو بيرز في Sunday Night Football. في 27 ديسمبر 2020، سجل سافاج خمسة تدخلات مشتركة (ثلاثة منفردة)، وثلاثة انحرافات للتمريرات وهي أعلى مستوى في الموسم، وحقق أعلى مستوى في مسيرته مع اعتراضه الرابع في الموسم من تمريرة من رايان تانهيل كانت مخصصة لـ AJ Brown خلال فوز 40-14 على تينيسي تيتانز. في الأسبوع التالي، حقق أعلى عدد من التدخلات المشتركة هذا الموسم (ثمانية منها منفردة) في فوز باكرز 35-16 على شيكاغو بيرز. أنهى موسم 2020 في دوري كرة القدم الأمريكية بمجموع 75 تدخلًا مشتركًا (56 منفردة)، و12 انحرافًا للتمريرات، وأربع اعتراضات، واستعادة كرة مرتدة واحدة، وإسقاط واحد في 15 مباراة و15 مباراة بدأها كأساسي.

#### موسم 2021
عيّن فريق غرين باي باكرز مدرب خط الوسط السابق لفريق لوس أنجلوس رامز، جو باري، منسقًا دفاعيًا جديدًا للفريق. وأبقى سافاج وأدريان آموس في مركزي الأمان الأساسيين. في 25 ديسمبر 2021، حقق سافاج أعلى معدل تدخلات إجمالية له هذا الموسم (ستة منها منفردة)، وكسر تمريرة، واعترض تمريرة من بيكر مايفيلد إلى دونوفان بيبولز-جونز خلال فوز الفريق بنتيجة 22-25 على كليفلاند براونز. بدأ جميع مبارياته الـ 17 في عام 2021، مسجلًا 63 تدخلًا إجماليًا (48 منفردة)، وتسع انحرافات تمريرة، واعتراضين.

#### 2022
في 29 أبريل 2022، اختار فريق جرين باي باكرز خيار العام الخامس على عقد سافاج المبتدئ. اختار المدرب الرئيسي مات لافلور الاحتفاظ بسافاج وأدريان آموس كأمان أساسيين لبدء الموسم العادي.
في 27 نوفمبر 2022، أجلس المدرب مات لافلور سافاج على مقاعد البدلاء في بداية خسارة 33-40 أمام فيلادلفيا إيجلز بعد أداء ضعيف في الأسبوع السابق ضد تينيسي تايتنز. فور دخوله المباراة، أصيب سافاج في قدمه وخرج في الربع الأول ولم يكن نشطًا بعد ذلك في فوز الأسبوع 13 على شيكاغو بيرز. في 1 يناير 2023، كسر سافاج تمريرة، وكان لديه تدخلان مشتركان (أحدهما فردي)، واعترض تمريرة ألقاها كيرك كوزينز إلى الطرف الضيق تي جيه هوكينسون وأعادها 75 ياردة لأول هبوط في مسيرته حيث هزم الباكرز مينيسوتا فايكنج 41-17. أنهى موسم 2022 في دوري كرة القدم الأمريكية بإجمالي 58 تدخلًا مشتركًا (43 فرديًا)، وخمسة انحرافات للتمرير، وهبوط واحد، واستعادة واحدة للكرة المتعثرة، واعتراض واحد في 16 مباراة و15 بداية.

#### 2023
احتفظ منسق الدفاع جو باري بسافاج كلاعب أمان حر أساسي ووضعه مع رودي فورد بعد رحيل أدريان آموس. في 10 سبتمبر 2023، بدأ في المباراة الافتتاحية لموسم غرين باي باكرز في شيكاغو بيرز وحصل على أعلى معدل في الموسم بتسع تدخلات مشتركة (خمسة منفردة) خلال فوزهم 38-20. في 25 أكتوبر 2023، وضع غرين باي باكرز سافاج في قائمة المصابين بسبب إصابة في الساق. في 2 ديسمبر 2023، قام الباكرز بتنشيط سافاج من قائمة المصابين بعد أن غاب عن خمس مباريات (الأسابيع 8-12). أبعدت إصابة في الكتف سافاج عن الملاعب لمباراتين متتاليتين (الأسابيع 15-16). أنهى الموسم بـ 51 تدخلًا مشتركًا (36 منفردًا) وانحراف تمريرة واحدة في عشر مباريات وعشر بدايات. حصل على تقييم إجمالي قدره 75.5 من Pro Football Focus والذي احتل المركز الخامس عشر بين جميع لاعبي الأمان في ذلك الموسم.
أنهى فريق غرين باي باكرز موسم 2023 من دوري كرة القدم الأمريكية في المركز الثاني في القسم الشمالي من NFC بنتيجة 9-8، مما أهله لمركز Wildcard. في 14 يناير 2024، بدأ سافاج مباراة NFC Wildcard وقام بأربعة تدخلات مشتركة (ثلاثة منها منفردة)، وقطع تمريرة، واعترض تمريرة من داك بريسكوت إلى سي دي لامب، وأعادها لمسافة 64 ياردة مسجلاً هدفًا، ليهزموا فريق دالاس كاوبويز بنتيجة 48-32. في 20 يناير 2024، بدأ سافاج مباراته الأخيرة مع غرين باي باكرز، وسجل أربعة تدخلات مشتركة (اثنان منفردان)، وحدثت تمريرة واحدة غيرت مسارها خلال الخسارة 21-24 أمام سان فرانسيسكو 49ers في الجولة التقسيمية.

### جاكسونفيل جاغوارز
في 11 مارس 2024، وقع جاكسونفيل جاغوارز مع سافاج عقدًا مدته ثلاث سنوات بقيمة 21.75 مليون دولار أمريكي، بما في ذلك 12.50 مليون دولار أمريكي مضمونة ومكافأة توقيع قدرها 5.00 مليون دولار أمريكي.

#### موسم 2024
انضم إلى معسكر التدريب كلاعب أمان أساسي تحت إشراف منسق الدفاع رايان نيلسن. اختار المدرب الرئيسي دوغ بيدرسون سافاج وأندريه سيسكو كثنائي أمان أساسي في بداية الموسم.
أصيب في عضلات الفخذ الرباعية وكان غير نشط بعد ذلك لثلاث مباريات متتالية (الأسابيع 2-5). في 10 نوفمبر 2024، قام سافاج بأربعة تدخلات مشتركة (ثلاثة منفردة)، وتمريرة واحدة متقطعة، وقام بأول اعتراض له مع فريق جاغوارز في محاولة تمرير من سام دارنولد إلى مستقبل واسع جاستن جيفيرسون خلال خسارة 7-12 أمام مينيسوتا فايكنج. في الأسبوع 14، قام سافاج بتدخل منفرد واحد قبل أن يعاني من ارتجاج في المخ ويخرج من الخسارة 14-19 أمام لاس فيغاس رايدرز وكان غير نشط في الأسبوع التالي خلال الفوز 20-13 على فريق تينيسي تيتانز في الأسبوع 17. أنهى المباراة بـ 51 تدخلًا مشتركًا (40 منفردًا)، وستة انحرافات للتمرير، واعتراض واحد في 13 مباراة و13 بداية.

## إحصائيات مسيرته في دوري كرة القدم الأمريكية

### الموسم العادي
| سنة                                | فريق            | ألعاب    | ألعاب | التدخلات | التدخلات | التدخلات | التدخلات | اعتراضات | اعتراضات | اعتراضات | اعتراضات | اعتراضات             | اعتراضات | تعثرات | تعثرات   |
| سنة                                | فريق            | طبيب عام | جي اس | مشط      | المجموع  | أست      | سك       | بي دي    | إنت      | ياردة    | متوسط    | الغاز الطبيعي المسال | تي دي    | اف اف  | الفرنسية |
| ---------------------------------- | --------------- | -------- | ----- | -------- | -------- | -------- | -------- | -------- | -------- | -------- | -------- | -------------------- | -------- | ------ | -------- |
| 2019                               | بريطانيا العظمى | 14       | 14    | 55       | 42       | 13       | 0.0      | 5        | 2        | 37       | 18.5     | 28                   | 0        | 2      | 0        |
| 2020                               | بريطانيا العظمى | 15       | 15    | 75       | 56       | 19       | 1.0      | 12       | 4        | 13       | 3.3      | 9                    | 0        | 0      | 1        |
| 2021                               | بريطانيا العظمى | 17       | 17    | 63       | 48       | 15       | 0.0      | 9        | 2        | 0        | 0.0      | 0                    | 0        | 0      | 0        |
| 2022                               | بريطانيا العظمى | 16       | 13    | 58       | 43       | 15       | 0.0      | 5        | 1        | 75       | 75       | 75                   | 1        | 0      | 1        |
| 2023                               | بريطانيا العظمى | 10       | 10    | 51       | 36       | 15       | 0.0      | 1        | 0        | 0        | 0.0      | 0                    | 0        | 0      | 0        |
| حياة مهنية                         | حياة مهنية      | 72       | 69    | 302      | 225      | 77       | 1.0      | 32       | 9        | 125      | 13.9     | 75                   | 1        | 2      | 2        |
| المصدر: Pro-Football-Reference.com |                 |          |       |          |          |          |          |          |          |          |          |                      |          |        |          |

### ما بعد الموسم
| سنة                                | فريق            | ألعاب    | ألعاب | التدخلات | التدخلات | التدخلات | التدخلات | اعتراضات | اعتراضات | اعتراضات | اعتراضات | اعتراضات             | اعتراضات | تعثرات | تعثرات   |
| سنة                                | فريق            | طبيب عام | جي اس | مشط      | المجموع  | أست      | سك       | بي دي    | إنت      | ياردة    | متوسط    | الغاز الطبيعي المسال | TDs      | اف اف  | الفرنسية |
| ---------------------------------- | --------------- | -------- | ----- | -------- | -------- | -------- | -------- | -------- | -------- | -------- | -------- | -------------------- | -------- | ------ | -------- |
| 2019                               | بريطانيا العظمى | 2        | 2     | 13       | 10       | 3        | 0.0      | 0        | 0        | 0        | 0.0      | 0                    | 0        | 0      | 0        |
| 2020                               | بريطانيا العظمى | 2        | 2     | 4        | 3        | 1        | 0.0      | 0        | 0        | 0        | 0.0      | 0                    | 0        | 0      | 0        |
| 2021                               | بريطانيا العظمى | 1        | 1     | 0        | 0        | 0        | 0.0      | 0        | 0        | 0        | 0.0      | 0                    | 0        | 0      | 0        |
| 2023                               | بريطانيا العظمى | 2        | 2     | 8        | 5        | 3        | 0.0      | 2        | 1        | 64       | 64.0     | 64                   | 1        | 0      | 0        |
| حياة مهنية                         | حياة مهنية      | 7        | 7     | 25       | 18       | 7        | 0.0      | 2        | 1        | 64       | 64.0     | 64                   | 1        | 0      | 0        |
| المصدر: pro-football-reference.com |                 |          |       |          |          |          |          |          |          |          |          |                      |          |        |          |

## روابط خارجية
- Darnell Savage Jr. على موقع مرجع كرة القدم المحترفة.كوم (الإنجليزية)